# ハーフタイム
ハーフタイム（英称：half time）とは、サッカー、バスケットボール、ラグビー、アメリカンフットボール、アルティメットなどの時間制競技の一部にある、前半と後半の間にとられる休憩時間のこと。
サッカーなど多くの競技では前半と後半の試合時間が同じ（ただしロスタイムなどのため見かけの時間が変わる。また、ラグビーの場合、プレーが止まらない限り試合は進行するため多少変わる）であるが、アルティメットでは半分の時間を過ぎた後に得点が入るか、もしくは設定された点の半分が決まらない限りハーフタイムにならないので、流動的となる。

## ハーフタイムの時間

### サッカー
サッカーの場合、大会規定によって定められる。
Jリーグでは、2014年シーズンより、NHK（地上波・BS1）中継がある場合、および民放地上波での中継がある場合において適用される場合を除き、前半終了から約15分のハーフタイムを取るハーフタイム15分確保が導入される。
2013年シーズン以前は全試合で、後半開始時刻は前半開始の60分後と規定されていた。通常は「60分-前半45分-前半アディショナルタイム」となる。ただしアディッショナルタイムが5分を上回った場合は、その超過分だけ後半開始時刻を遅らせることができる。2014年シーズン以降も、前述の中継がある条件の場合は、この規定が適用される。

### バスケットボール
バスケットボールでは、国際ルール（FIBA）・NBAルールのどちらも15分を採用している。Bリーグでは15分・20分のどちらかとなる。

### その他
その他の競技では、大体ハーフタイムは10分くらい（アメリカンフットボールでは15分、カーリングでは7分）である。
アメリカンフットボールではハーフタイムの他に、1-2Q、及び、3-4Qの間にサイドを入れ替えるために、5分程度のクォータータイムを取る。